# Iacopo Baldovini

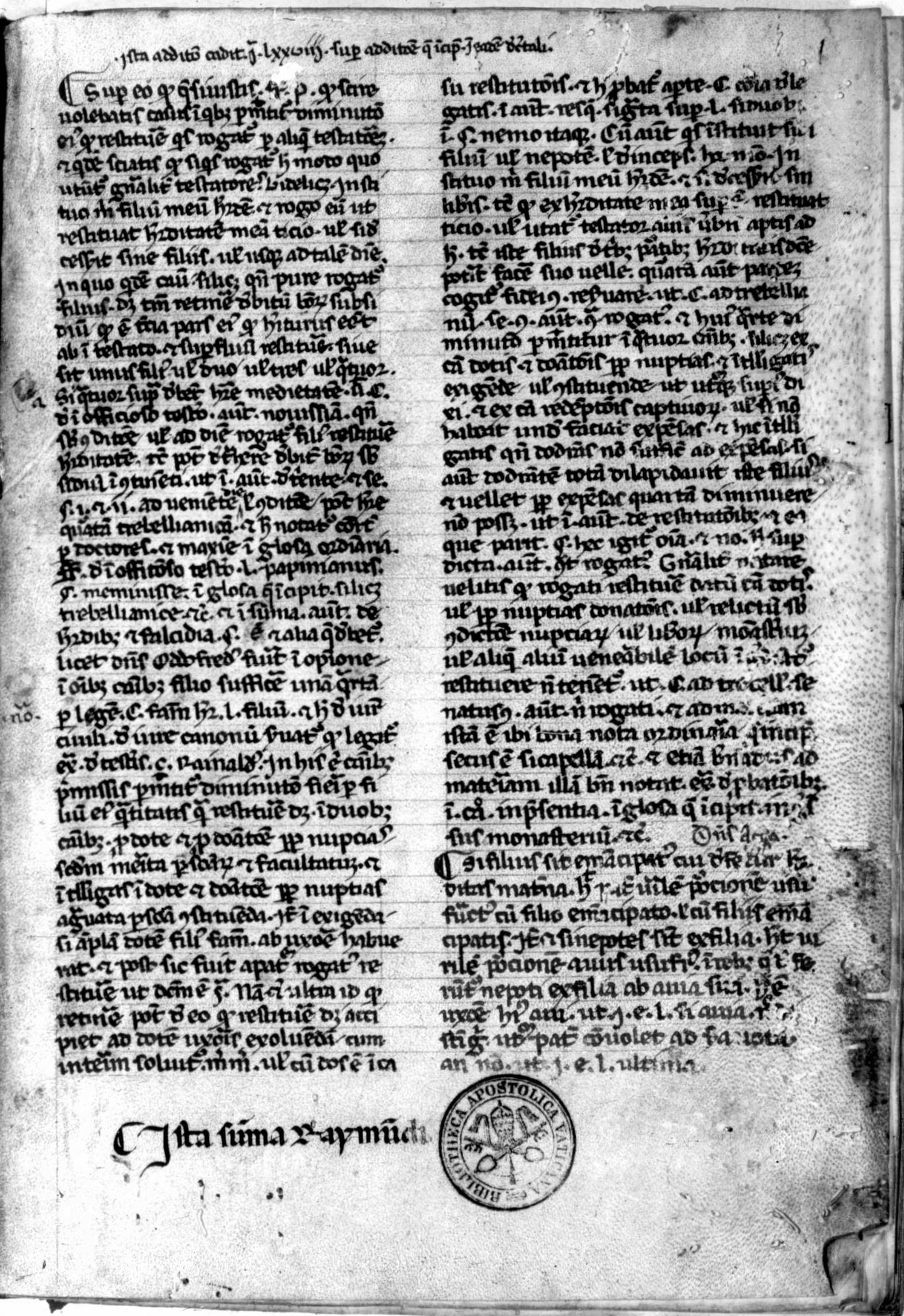
Quaestiones, manoscritto, XIV secolo. Città del Vaticano, Biblioteca Apostolica Vaticana, Fondo Vaticano latino, Vat. lat. 2301, ff. 13r-v, 20v.

Iacopo Baldovini (o Balduini, di Balduino), in latino Jacobus Balduinus (Bologna, 1175 circa – Bologna, 10 aprile 1235) è stato un giurista italiano del Medioevo, facente parte della Scuola bolognese dei glossatori.

## Biografia
Nacque a Bologna probabilmente intorno al 1175, si reputa da una famiglia nobile. Fu contemporaneo di Alberto da Pavia, studente di Azzone e insegnante di Odofredo, del canonista Hostiensis (Enrico da Susa) e di Jacobus de Ravanis (Jacques de Révigny), che insegnò a Orléans.
La sua grande fama come professore di diritto romano-germanico all'Università di Bologna fece che Balduino fosse eletto podestà della città di Genova (dal 1229 al 1231), dove gli fu affidata la riforma delle leggi della Repubblica di Genova.
Morì a Bologna nel 1235, lasciando alcuni trattati di diritto processuale, i primi nel loro genere.

## Opere

### Manoscritti
- Quaestiones, XIV secolo, Città del Vaticano, Biblioteca Apostolica Vaticana, Fondo Vaticano latino, Vat. lat. 2301,  ff. 13r-v, 20v.
- Consilia sive quaestiones, XV secolo, München, Bayerische Staatsbibliothek, Codices latini monacenses, Clm 26912,  ff. 124-136.
- Libellus instructionis advocatorum, XIII secolo, Paris, Biblioteca nazionale di Francia, Fonds latin, Lat. 13672,  ff. 126-131v.
  -  Libellus instructionis advocatorum, XIV secolo, Città del Vaticano, Biblioteca Apostolica Vaticana, Fondo Palatino latino, Pal. lat. 689,  pp. 97-109.
- Additiones ad Institutiones, XIII-XIV secolo, Wien, Österreichische Nationalbibliothek, Codices (Altbestand), Cod. 2215 (antea Lunael.Q.107).
- Lectura, XII-XIII secolo, Bruxelles, Bibliothèque Royale de Belgique, Fonds général, MS 125,  guardia anteriore.
- Tractatus de effectu hominiciarum, XIV secolo, Parma, Biblioteca Palatina, Fondo manoscritti, ms. Parm. 1227 (HH.1.25),  f. 54v.
- Tractatus de reprobatione testium, inc. Quibus modis testis falsus puniatur. testium facilitati..., XIII secolo, Milano, Biblioteca Ambrosiana, Fondo manoscritti, ms. D 86 sup.,  f. 120v.